# Gone Too Soon
Come un arcobaleno, che svanisce in un batter d'occhio. Te ne sei andato/a troppo presto.»
(Michael Jackson in Gone Too Soon)
Gone Too Soon è una canzone scritta dal duo Grossman/Kohan, incisa per la prima volta da Michael Jackson ed estratta il 1º dicembre 1993 come nono ed ultimo singolo dall'album Dangerous, pubblicato nel 1991.
La canzone è dedicata a Ryan White, un giovane stroncato dall'AIDS che, qualche anno prima di morire, aveva conosciuto ed era diventato amico di Michael Jackson. Il 19 gennaio 1993, il cantante eseguì dal vivo questa canzone durante il Gran Gala tenutosi per l'elezione del Presidente degli Stati Uniti Bill Clinton, dove sottolineò l'importanza di sostenere la ricerca contro questo terribile male. La canzone fu pubblicata come singolo in occasione della Giornata mondiale contro l'AIDS del 1993.
Nel 1997 Gone Too Soon fu inserita anche nella compilation Diana, Princess of Wales: Tribute prodotta dalla Sony dopo l'improvvisa scomparsa della Principessa Diana.

## Informazioni
Michael Jackson aveva sentito Dionne Warwick cantare la canzone durante uno show televisivo del 1983 e aveva chiesto all'autore, Buz Kohan, di cui era amico, di avere l'esclusiva per poterla registrare; ma lasciò passare alcuni anni. Infine prese la decisione di inciderla per l'album Dangerous del 1991, dopo la morte del suo amico Ryan White, avvenuta nel 1990, alla cui memoria venne dedicata.
A White era stato diagnosticato l'AIDS nel 1984, all'età di 13 anni, ed era subito divenuto, suo malgrado, il volto della malattia, specialmente negli Stati Uniti, incontrando molte celebrità tra le quali il Re del pop, col quale lui e sua madre, Jeanne White-Ginder, strinsero un'amicizia e vennero anche invitati dal cantante a soggiornare entrambi al Neverland Ranch nel 1989, che Jeanne descrisse come "un posto tra il paradiso e la Terra". Dopo la morte di White, avvenuta nel 1990 all'età di 18 anni, Jackson partecipò al funerale del ragazzo e disse in seguito alla madre che aveva promesso a White che il giovane sarebbe apparso nel suo prossimo video e che ora che se n'era andato avrebbe trovato comunque il modo di onorarlo nel suo prossimo album. Jackson registrò così la canzone, che volle pubblicare anche come singolo alla fine della promozione dell'album, nonostante alcuni guai giudiziari che lo attanagliavano in quel periodo, per registrarne così un video ed onorare la promessa fatta al ragazzo.

## Il video
Nel videoclip del brano, diretto da Bill DiCicco, appaiono filmati di Ryan White assieme a Michael Jackson, oltre a focalizzarsi sull'attenzione mediatica rivolta al ragazzo che venne utilizzato dai media statunitensi come volto dell'epidemia di AIDS, e contenere molte immagini della sua vita e il suo funerale al quale, oltre a Jackson, apparvero anche altri personaggi del mondo dello spettacolo, come il cantante Elton John. Il video venne pubblicato per la prima volta alla fine del 1993 nella compilation di video di Jackson Dangerous - The Short Films. Nel 2010 venne pubblicato anche in una nuova versione inedita, nella compilation definitiva di video del cantante intitolata Michael Jackson's Vision.

## Promozione

### Esibizione al gala per l'inaugurazione della presidenza Clinton
Il 19 gennaio 1993, Michael Jackson eseguì per la prima (e unica) volta Gone Too Soon dal vivo, seguita da Heal the World, al gran gala inaugurale organizzato per celebrare l'elezione alla Casa Bianca del neo-presidente Bill Clinton e dove venne invitato come ospite speciale. Questa performance si distinse particolarmente da quelle di altri brani di Jackson per il linguaggio del corpo, la mimica, i passi e la commozione nella voce dell'interprete.
Al termine dell'esibizione Jackson ottenne una standing ovation da parte di tutta la platea.

## Omaggio di Usher
Il 7 luglio 2009, 12 giorni dopo la morte di Michael Jackson, durante il servizio funebre commemorativo pubblico tenutosi allo Staples Centre di Los Angeles, Usher rese omaggio a Jackson interpretando questo brano; al termine dell'esecuzione il cantante si commosse e la famiglia Jackson gli si avvicinò per abbracciarlo.

## Tracce
Vinile 7" e CD promozionale
1. Gone Too Soon (Album Version) – 3:23 (Grossman/Kohan)
2. Gone Too Soon (Instrumental) – 3:23

CD maxi
1. Gone Too Soon (Album Version) – 3:23
2. Human Nature (Album Version) – 4:05 (John Bettis/Steve Porcaro)
3. She's out of My Life (Album Version) – 3:38 (Tom Bahler)
4. Thriller (Album Version) – 5:57 (Michael Jackson/Rod Temperton)

## Crediti
- Musica di Larry Grossman
- Testo di Buz Kohan
- Prodotto da Michael Jackson
- Co-prodotto da Bruce Swedien
- Registrato e mixato da Bruce Swedien
- Voce solista: Michael Jackson
- Arrangiamento ritmico: David Paich
- Orchestra arrangiata e diretta da Marty Paich
- Tastiere: David Paich
- Sintetizzatori: David Paich, Steve Porcaro, Michael Boddicker
- Basso: Abraham Laboriel
- Percussioni: Paulinho Da Costa
- Preludio composto, arrangiato e diretto da Marty Paich

## Successo commerciale
Trattandosi del nono e ultimo singolo estratto dall'album Dangerous, ed essendo stato pubblicato nei mesi direttamente successivi alle prime accuse di presunti abusi ai danni di un minore rivolte al cantante quello stesso anno, ebbe un'accoglienza più tiepida da parte di critica e pubblico, rispetto ai numerosi singoli precedenti. Nonostante questo, il singolo raggiunse la top ten in alcune classifiche, come quella neozelandese, arrivando anche alla posizione numero 33 nella Official Singles Chart del Regno Unito nel dicembre del 1993.

## Classifiche
| Classifica (1993/94)  | Posizione massima |
| --------------------- | ----------------- |
| Belgio (Fiandre)      | 21                |
| Europa                | 39                |
| Francia               | 32                |
| Germania              | 45                |
| Irlanda               | 18                |
| Nuova Zelanda         | 6                 |
| Paesi Bassi           | 20                |
| Regno Unito           | 33                |
| Svizzera              | 33                |
| Classifica (2009)     | Posizione massima |
| Paesi Bassi           | 24                |
| Stati Uniti (digital) | 67                |
| Svizzera              | 90                |

## Altre versioni
- La canzone venne originariamente cantata dal vivo da Dionne Warwick nel 1983, ma mai incisa dalla cantante[3]
- Nel 1995 Stevie Wonder e Babyface realizzarono una cover del brano durante un MTV Unplugged